# Waipiro Bay
 (février 2023).
Waipiro Bay est un petit village côtier dans la région de Gisborne situé sur la côte Est de l’Île du Nord de la Nouvelle-Zélande.
Depuis avril 2024, "Waipiro" désigne aussi une association étudiante d'une école d'ingénieur située dans la banlieue de Bordeaux. Il s'agit du bureau des étudiants Bde, notamment présent sur instagram : https://www.instagram.com/bde_waipiro/. VOTEZ JO ! N'hésitez pas à suivre leurs aventures les waipi-lecteurs.

## Toponymie
Le nom fait aussi référence à la baie dans laquelle le village a été construit.
Elle fut nommée Waipiro par le Chef Paoa, qui transcrivait littéralement l’expression "putrid water", (l’eau putride) faisant référence au secteur du fait des émanations d’acide sulphurique.

## Gouvernance
La localité est située dans le Ward de Waiapu (en), avec les villes proches de Te Puia Springs, Tokomaru Bay, et Ruatoria.
La Baie de Waipiro est gérée par le conseil du district de Gisborne (en), et est dans les limites du électorat de l’East Coast (en).

## Situation
La ville est localisée à 15 km au sud de la ville de Ruatoria, à 77 km au Nord-Est de la ville de Gisborne, et 41 km au Sud-ouest du phare d'East Cape, le point le plus à l’est de la terre ferme de la Nouvelle-Zélande.
Par la route, elle est à 103 km de la cité de Gisborne , et 231 km  de celle d’Opotiki.

## Population
À son apogée dans les années 1900 à 1920, Waipiro Bay était la ville la plus importante de la côte est avec une population qui a atteint 10 000  personnes ,.
La taille de la ville a très largement diminué  après la construction de la route qui court-circuite la baie dans la fin des années 1920 et sa population en 2011, n’était guère plus de 96 personnes (soit 20 familles), qui vivaient encore là,.

## Installations
Le marae local, appelé “ Iritekura, ” est central pour la communauté, 
C’est l’un des trois maraes historiques de la baie, qui possède aussi une église.
Waipiro Bay a une école primaire locale appelé « Te Kura Kaupapa Maori o Waipiro », une école mixte école en immersion en langue Māori accueillant des étudiants dans le cadre de année 1 à 8 (en).
En avril 2012, l’école avait 10 élèves avec un taux de décile de 2.
Durant une saison prédéterminée, le « Gisborne District Council » permit le camping libre (en) dans certain zones de la baie , qui propose de bonnes conditions pour surfer, pécher et faire de la plongée
Te Ara – l’Encyclopédie de Nouvelle-Zélande qualifie  Waipiro Bay "une des plus spectaculaires localités de la côte".

## Histoire
Le  peuple Māori avait un village au niveau de la baie de Waipiro   et ce fut aussi un lieu de chasse à la baleine à partir de là au milieu du XIXe siècle.
Pendant un certain temps, la zone proche de Akuaku fut le centre de circulation au niveau du secteur.
Toutefois, à la fin du XIXe siècle, Waipiro Bay était devenue le centre d’une communauté basée sur l’activité des fermes.
Un bureau de poste fut construit en 1885, et à partir des années 1890, les balles de laine étaient emportées par les bateaux à distance de la baie, alors que  le bétail, les marchandises et les équipements étaient apportés aussi par bateau (habituellement par l’entreprise de J. N. Williams (en).
Mais il n’y avait pas de port véritable au niveau de Waipiro Bay et les biens tout comme  les passagers devaient "surfer" entre la berge et les bateaux attendant au large  à l’aide de barques légères, des Allège  ou lighters ou même de simples radeaux,
Au début du XXe siècle, une route fut construite en direction de la baie de ‘Waipiro Bay’ ,. 
Akuaku n’avait pas de route, aussi les résidents commencèrent à se déplacer initialement en direction de Waipiro Bay — le nouvel "endroit où il fallait être" 
En fait la principale highway nord passait à travers Waipiro Bay, ce qui en faisait un lien essentiel entre la cité de Gisborne et le reste de la côte est 
Dans les années 1900 à 1920, Waipiro Bay devint la ville la plus importante de la « East Coast », avec une population de plus de 10 000 résidents,.
Comme la ville grossissait, elle accueillit les bureaux du « Waiapu County Council », une station de police, une cour de justice, une école, deux hôtels, un magasin général et une variété d’autres magasins ,. 
Sir Robert Kerridge (en), fondateur des cinémas ‘Regent’, établit sa première salle de cinéma dans la ville et une maternité hospitalière fut aussi établie par le « Waiapu Hospital Board » dans une maison, à l’origine construite pour Arthur Beale, l’expert comptable de J. N. Williams ,.
Selon le 'Te Ara - Encyclopedia of New Zealand, une nouvelle-route fut construite entre les localités  de Te Puia Springs et Kopuaroa à la fin des années 1920, contournant la baie. 
Toutefois, selon une ancienne résidente de Waipiro Bay, nommé Paora Kahu Carter, cette route ne fut pas  finie de construire avant qu’elle ne quitte la ville en tant qu’enfant dans les années 1940. 
Elle se souvient néanmoins d’une ville active avec un maréchal-ferrant, un cinéma, une station de police, un bar avec billiards, un hôtel, une bibliothèque, une boulangerie, un bureau de poste, 2 magasins et la compagnie commerciale ‘Waipiro Trading Company’.
Sans tenir compte du moment où la route fut réellement construite, cela eut un effet délétère sur la ville ,.
Avec la construction de la route, l’accélération des transports entraîna un remplacement rapide des transports maritimes et Waipiro Bay devint plus isolé dans la mesure où les magasins de la ville et les services se déplacèrent vers la ville de Te Puia Springs Vers 2011, la population de Waipiro Bay, la population n’était plus qu'environ  1  % de ce qu’elle était à son pic